# Power Up More Nippon
Power Up More Nippon（パワーアップ・モア・ニッポン）は、ミュージックバードが制作し、日本各地のコミュニティ放送局を通じて放送されているラジオ番組のひとつである。当記事では、当番組の前身にあたるPower Up Morning SUNDAY（パワーアップ・モーニング・サンデー）についても「旧番組」と称してまとめて扱う。
旧番組時代を含む当番組のX（旧Twitter）公式アカウントは@PAWAMONI、ハッシュタグは#pawamoni。
番組名の略称は旧番組が「パワモニサンデー」、当番組が「パワモニ」であるが、旧番組時代にも慣用的に「パワモニ」が用いられることもあった。

## 概要
2024年9月現在、当番組はパーソナリティが、リスナーから送られてきたメッセージを紹介するトークを中心にした番組の本編と、番組本編とは別に収録されたフロート番組（放送時間内に放送される別番組）を放送する部分から構成されている。
番組内で流れる音楽については、リスナーからの楽曲のリクエストも受け付けている。放送日の季節やその時期特有の行事に関わっていたり、その放送日に扱うメッセージテーマにちなんだ楽曲が選曲されるが、アニメソングやアイドルソングが多い傾向がある。
全国のコミュニティ放送局を通じて放送されているので、リスナーも全国各地に分布している。リスナーはメールやFAX、X（旧Twitter）、郵送で番組宛にメッセージを投稿することができる。当番組は各局で同一の時間に放送されるため、事実上の全国ネット放送が実現していて、番組を通して日本全国で同じ時間や体験を共有できるのも特徴のひとつである。
2017年6月までは生放送だったが、翌7月からは収録放送に変更された。同時にリスナーに募集するメッセージテーマについても、毎週異なるテーマが設定されていた生放送時代から、連続する2つの週でひとつのテーマを扱う形に変更された。さらに2020年8月16日の放送からは、ひとつのテーマは3つの連続する週にまたがって扱われることになり、次のテーマの告知は2週目の時点で「再来週からのテーマ」として行われるようになった。
番組名変更後は、変更前と比較すると番組の本編にあたるリスナーからの投稿の紹介や、出演者二人の掛け合いとなるエンディングトークの時間が増えている反面、フロート番組に割り当てられる時間が減る傾向にある（当番組本編のパーソナリティが出演するフロート番組が放送されることもある）。
毎回の放送終了時に流れる楽曲（エンディングテーマ）は、毎年の4月から9月と、10月から翌年3月の半年単位で変更される。エンディングテーマの楽曲は、事前に番組内で募集して、リスナーから応募された楽曲の中から番組スタッフによって選ばれる。応募された楽曲については、エンディングテーマとして選ばれなくても、「エンディングテーマとしてリクエストされた曲」として番組内でその楽曲が流されることもある。

## 番組の構成

### 「Power Up Morning SUNDAY」時代
- オープニングトーク[6]

- 北原照久&市川直樹 Simple Space（5:30頃〜 ）[7] - コーナーパーソナリティは市川直樹と北原照久。

- サンデーモーニングリクエスト[6]（5:34頃〜、隔週）- 2週間に1度、リスナーから寄せられたリクエスト曲を紹介するコーナー。

- グリーン車[6]（5:48頃〜）- ちょっと贅沢な一言を天の声が読んでくれるコーナー。

- エンディング - エンディングテーマはリスナーからのリクエストによって決まり、春・夏、秋・冬と半年周期で変わる。

#### 過去のコーナー
- 0から1を生む力[6] - コーナーパーソナリティは前田出。毎週企業家などを招いて、成功した秘訣や心得などためになる話を聞く。

- アクティブ夢講座（5:34頃〜、隔週）- 担当は小田全宏。著名人をゲストに夢をかなえるヒントを隔週で聞く。

- 桑原正守のFM大人馴染み倶楽部[6]（5:34頃〜、隔週）- コーナーパーソナリティは桑原正守。

### 「Power Up More Nippon」以降
2024年9月の時点での当番組の構成は、おおむね下記の通りである。
- オープニングナレーション（前口上）・タイトルコール - 天の声役の汐路美晴が担当。

- オープニングトーク - 番組パーソナリティの田川まゆみによる、時候の挨拶やその放送回で扱うメッセージテーマを案内するトーク。トークが一段落したタイミングで、その放送回での一曲目の音楽が流れる。

- メッセージテーマについてのトーク - その放送回で扱うメッセージテーマについて、リスナーから寄せられた投稿を紹介しつつ、田川がコメントする。

- フロート番組のコーナー - 放送時間の中盤で、所要時間10分前後のフロート番組（本編とは別に収録された「番組内の番組」）を一本放送する。2024年9月の時点では、以下のような番組が放送されている。
  - クセツヨ町工場ラジオ - 東京都墨田区にあると設定された架空の町工場を舞台にしたコメディー調のラジオドラマ[8]。３人のレギュラー出演者は皆、製造業を本業とするアマチュア声優である。劇中の町工場の社長役に扮する平岡良介は平岡工業株式会社の代表取締役であり、同社が提供する広島エフエム放送のラジオ番組『H-Junk Factory』でパーソナリティも担当している[9]。
  - 今週のパワーアップソング - コーナーパーソナリティも田川まゆみ。田川が当番組のリスナーや秋葉原で活躍する人々などから、毎回一人を選んで「あなたが元気になれる一曲」をインタビューして、その曲を紹介する[10]。
  - 童話の花束 - ENEOS童話賞作品集『童話の花束』から、毎回一作品を選んで田川まゆみが朗読する[11][12]。
  - あかねさす人  - 「週末の朝に、充実した人生を歩むヒントを、ゲストをお迎えして全国のリスナーに向けてお届けします。」（制作会社サンディのWebサイト[13]より）

- ぐりーん車
　旧番組の第1回目の放送回から続いている伝統あるコーナー[14]。2013年2月の担当パーソナリティの交代や2020年10月の放送時間と番組名の変更といった環境の変化にも影響を受けることなく存続し続けている当番組の象徴的な存在。
　リスナーから寄せられた「現実には実現不可能だけれども想像するとおかしい、もしくは実現は可能だが様々な要因から実現させることが現実的ではない贅沢な（状況や状態を描写した）フレーズ」を天の声役の汐路美晴が読み上げ、それを聴いた田川が一人芝居の要領で、そのフレーズにちなんだリアクションをつける。
　このコーナーが長年続いているうちに「贅沢（状況や状態を描写した）なフレーズ」というルールがリスナーの間で拡大解釈され続けた結果、田川のリアクションを期待した「現実には起こり得ない珍妙な（状況や状態を描写した）フレーズ」の投稿が増え続けている。
　一回の放送で紹介されるリスナーからの投稿によるフレーズは5件が原則で、読み上げ→リアクションも立て続けに5回繰り返されるので、一種の「大喜利」の様相を呈する。2024年9月の時点では、本編・フロート番組を通じて、毎週の放送に必ず含まれている唯一のコーナーである。
　当コーナーで天の声を担当している汐路は2024年の12月に第一子を出産した。これに伴い、出産の前後に収録された2024年12月29日・2025年1月5日・同月12日の放送回では投稿の読み上げとそのリアクションの双方を田川が単独で担当した。
- 日本っていいな〜 - リスナーから届いた「日本のいいところ」についてのメッセージを紹介する[15]。毎回の放送で常設されているコーナーではなく、紹介するメッセージがある放送回にのみ設けられる。番組名を変更した際に、「日本のいいところを見つける」ことが番組全体のテーマとして定められたため、このテーマでのメッセージはメッセージテーマとは別に常時募集している。

- エンディングトーク - その放送回で扱ったメッセージテーマや、リスナーから寄せられたメッセージを題材にして、田川が汐路との対話を交えつつトークを進行する。そのトークのさなかに、田川が汐路にむちゃぶりを仕掛けることがこのコーナーでのお約束になっている。汐路がむちゃぶりに対応する過程で田川を巻き込んで、二人の寸劇や漫才のようになることも多い。声優を本業にする汐路と、『童話の花束』の朗読を続けることで演技力を積み重ねた田川による掛け合いは、番組中の大きな聴きどころとなっている。

- エンディングテーマ - リスナーに宛てて募ったエンディングテーマ曲のリクエストに寄せられた楽曲の中から選ばれたエンディングテーマ曲が流れる。当番組のエンディングテーマ曲は半年ごとに変更されるため、そのリクエストも半年周期で募集される。歴代の楽曲は下表のとおり。

| 期間                  | 楽曲名                                     | 出典・備考 |
| --------------------- | ------------------------------------------ | ---------- |
| 2020年10月～2021年3月 | 小森まなみ「ＨＥＲＴＺ〜電波の天使たち〜」 | [ 16 ]     |
| 2021年4月～2021年9月  | みやかわくん（宮川大聖）「スターランド」   | [ 17 ]     |
| 2021年10月～2022年3月 | 歌屋山本けい「家族になろうよ」             | [ 18 ]     |
| 2022年4月～2022年9月  | SOCCER☆SCHOOL｢Amaryllis｣                   | [ 19 ]     |
| 2022年10月～2023年3月 | girl next door「Jump」                     | [ 20 ]     |
| 2023年4月～2023年9月  | ケツメイシ「トレイン」                     | [ 21 ]     |
| 2023年10月～2024年3月 | 全力少女R「生まれたてのラブソング」        | [ 22 ]     |
| 2024年4月～2024年9月  | Appare!「アッパライナ」                    | [ 23 ]     |
| 2024年10月～2025年3月 | 怒髪天「雪割り桜」                         | [ 24 ]     |
| 2025年4月〜2025年9月  | 石川さゆり「オリーブの島」                 | [ 25 ]     |

## 歴代の出演者

### パーソナリティ
- 山川智也
  - 旧番組の初代パーソナリティ。通算200回目の放送日にあたる2013年1月27日の放送をもって退任した[26]。
- 田川まゆみ
  - 旧番組のアシスタントを経て（詳細は後述の「アシスタント」を参照）、山川の後任として2013年2月3日の放送から2代目のパーソナリティに就任した[27]。番組名がPower Up More Nipponに変更となった後も引き続きパーソナリティを続けている。
  - 冒頭の名乗りの際には「パーソナリティは、田んぼの田に三本川、平仮名でまゆみと書きまして、田川まゆみでございます。」などと漢字解釈を交えて名乗ることが多い。

### アシスタント
- 松川りか
  - 旧番組の初代アシスタント。2009年6月21日の放送から登場[28]、2010年5月からは毎月第1・第2週の出演となり、2010年6月13日の放送をもって退任した[29]。
- 矢岸夏南美
  - 旧番組の二人目のアシスタント。2010年5月16日の放送から登場[30]、毎月第3・第4週の放送に出演して、2010年7月25日の放送を最後に退任した[31]。
- 田川まゆみ
  - 旧番組の三代目アシスタント。初登場は2010年10月3日の放送であった[32]。2013年1月27日の放送までアシスタントを務め、翌週の2013年2月3日の放送から山川の後を継いでパーソナリティに就任した[27]。

### 天の声
- 汐路美晴（しおじ・みはる）
  - 2017年7月2日に初登場[33]。天の声役として、番組内コーナーの「ぐりーん車」のナレーションを担当。
  - 当初はゲストのような扱いであったが、ほどなくしてレギュラーで出演するようになった[34]。
  - 番組名改名後は天の声役に加えて、番組開始直後に流れるナレーション（前口上）と、それに続くタイトルコールも担当している。
  - 番組内での愛称は「みはるん」。田川はさらに敬称をつけて「みはるんさん」と呼ぶことが多い。
  - 2024年の12月末に第一子（男児）を出産したため、その前後に収録された2024年12月29日・2025年1月5日・2025年1月12日の放送回には出演しなかった。12月29日の放送回では汐路からリスナーに宛てたメッセージが、田川が読み上げる形で紹介された。

## ネット局
全国各地のコミュニティFM局をネット局として放送している。これらのネット局にはインターネット上でのサイマル放送を実施している放送局も多いので、自局のWebサイトやSimulRadio、JCBAインターネットサイマルラジオ、ListenRadioなどの手段によって、これらの放送局の放送対象地域外からでも聴取できる。
2024年10月現在
▲過去にネット局だった放送局
△「Power Up More Nippon」からネット局となった放送局

| - 北海道 - ▲FMわっぴー - ▲FMアップル - △FM JAGA（2019年10月 - ） - △FM ABASHIRI - △FMくしろ - △FMとまこまい - △ラジオニセコ - △FMくりやま - FMねむろ - FMいるか - 青森県 - FM JAIGO WAVE - △FMごしょがわら - 秋田県 - ▲秋田コミュニティー放送 - FMゆーとぴあ - 鹿角きりたんぽFM - FMはなび - ラジオおおだて - 岩手県 - ▲カシオペアFM - みやこハーバーラジオ - 奥州エフエム - FM One - 宮城県 - ▲Bikki-FM - △なとらじ801 - エフエムいわぬま - 山形県 - △おらんだラジオ - △ハーバーラジオ - エフエムNCV おきたまGO! - 福島県 - ▲FM愛's - ▲FMポコ - FMきたかた - FM Mot.Com - FMいわき - 群馬県 - ▲FM OZE - ▲FMたまむら - △ラヂオななみ - △伊勢崎FM - △FM DAMONO - FMたまむら - 茨城県 - たかはぎFM - FMだいご - FMひたち - FMぱるるん - FMかしま - 埼玉県 - ▲発するFM - △FMふっかちゃん - △FMわたらせ - REDS WAVE - FMチャッピー - 千葉県 - ▲かずさエフエム - △ラジオ成田 - △FMふくろう - 東京都 - △コマラジ - △むさしのFM - FMたちかわ - 神奈川県 - △FMやまと - FMブルー湘南 - エフエム戸塚 - 山梨県 - エフエム甲府 - エフエム八ヶ岳 - △FMふじここ - 新潟県 - FMにいつ - FMピッカラ - エフエムしばた - FMゆきぐに - FMじょうえつ - エフエムとおかまち - 長野県 - △高ボッチ高原FM - △伊那谷FM - FMさくだいら - エルシーブイFM - あづみ野エフエム - 静岡県 - ▲なぎさステーション - 富士山GoGoエフエム - VOICE CUE - FM熱海湯河原 - g-sky76.5 | - 富山県 - ラジオたかおか - エフエムとなみ - 愛知県 - ▲FMおかざき - ▲RADIO SANQ - ▲エフエムななみ - △MID-FM - やしの実FM - ラジオラヴィート - メディアスFM - 岐阜県 - ▲FM PiPi - ▲FMわっち - FMらら - 三重県 - ▲FMなばり - ▲Suzuka Voice FM - CTY-FM - FMいなべ - 京都府 - FMいかる - 奈良県 - ▲FMハイホー - △FM五条 - 大阪府 - FM千里 - 兵庫県 - ▲エフエム宝塚 - エフエムみっきぃ - FMジャングル - 岡山県 - ▲Radio momo - ▲エフエムゆめウェーブ - 広島県 - △FMはつかいち - △FMみはら - △FM東広島 - エフエム尾道 - 島根県 - エフエムいずも - 山口県 - ▲FMわっしょい - COME ON! FM - しゅうなんFM - 香川県 - △エフエム・サン - FM815（高松） - 徳島県 - エフエムびざん - 愛媛県 - △Hello!NEW 新居浜FM - FMラジオバリバリ - FMがいや - 福岡県 - △チョクラジ - △FMのべおか - FM八女 - 長崎県 - △はっぴぃ!FM - FM諫早 - 壱岐エフエム - 佐賀県 - ▲FMからつ - ▲えびすFM - 大分県 - △さいきエフエム - 熊本県 - △みつばちFM - Kappa FM - 宮崎県 - △宮崎サンシャインFM - FMひゅうが - 鹿児島県 - △FMさつませんだい - 沖縄県 - △エフエムみやこ - △FMいしがきサンサンラジオ |

## 放送時間の変遷

### Power Up Morning SUNDAY時代
- 2009年4月5日〜2010年9月26日　午前5:00〜6:00[35]
- 2010年10月3日〜2011年12月25日　午前5:00〜6:30[35]
- 2012年1月1日〜2012年3月25日　午前4:30〜6:00（4:30～5:00は「まほろばステーション」という名称の別番組であったが、この番組にも山川と田川が出演していた）[36]
- 2012年4月1日〜2014年9月28日　午前5:00〜6:30[37]
- 2014年10月5日〜2014年12月28日　午前5:00〜6:00[38]
- 2015年1月4日〜2015年3月29日　午前5:00〜6:30[39]
- 2015年4月5日〜2020年9月27日　午前5:00〜6:00[40]

### Power Up More Nippon以降
- 2020年10月4日〜2021年3月28日　午前3:00〜4:00[2][41]
- 2021年4月4日〜　午前4:00〜5:00[42][43]

## ネット放送

### まほろばTV
生放送時代の2011年2月13日から2016年頃にかけて、放送中のスタジオの様子を生中継していた時期があった。
放送時間中に、インターネットの動画配信環境上に設定されていた「まほろばTV」というWebサイトのURLに接続すると、スタジオに設置されたカメラで撮影された映像とともに生放送の様子を視聴できた。
この環境では、ラジオで放送される内容がそのままインターネット上に配信されることに加えて、ラジオ放送には決して流れることのないスタジオ内での出演者やスタッフの会話の内容も聴き取れる状態になっていた。

### タガワアップモーニング
2011年7月3日から2019年頃にかけて、番組の放送終了後、インターネット環境を使って「タガワアップモーニング」という田川による自主制作的なネット番組が配信されていた。
配信開始当初は「まほろばTV」の動画と番組の公式X（当時はTwitter）アカウントを組み合わせて、公式アカウント上に投稿された視聴者の書き込みを、田川がリアルタイムに読み上げつつコメントしてゆくという形態をとっていた。
配信環境は後にTwitCasting（ツイキャス）の専用アカウントに移行して、さらに2017年1月22日からは、田川個人のアカウントから配信されるようになった。この「おまけ番組」によって田川と番組リスナーとの交流が深められ、後に田川が主催する番組のオフラインミーティング（オフ会）が定期的に開催されるきっかけとなった。
ラジオ番組の放送形態が生放送から収録放送に変更された2017年7月2日以降も、この配信についてはリアルタイムでの生配信のまま、2019年頃まで続いた。

## オフ会（オフラインミーティング）
旧番組アシスタント時代の田川の発案で、ネット局やリスナーとの交流を深めるためのオフラインミーティング（以下オフ会）が随時開催されている。オフ会には田川とリスナーで当番組を放送している各地のコミュニティ放送局を訪問することを目的としたオフ会と、放送局への訪問は行わず田川とリスナーだけのイベントとして実施する2つの形態がある。前者に相当するオフ会の開催実績は下表の通り。
| 年月日         | 都道府県            | 訪問した放送局                                           | 出典・備考                       |
| -------------- | ------------------- | -------------------------------------------------------- | -------------------------------- |
| 2012年6月17日  | 新潟県              | FMとおかまち・FMゆきぐに                                 | [ 48 ] [ 49 ]                    |
| 2014年3月29日  | 大阪府・兵庫県      | FM千里・FM宝塚                                           | [ 50 ] [ 51 ]                    |
| 2016年2月19日  | 北海道（根室）      | FMねむろ                                                 | [ 52 ] [ 53 ]                    |
| 2016年2月20日  | 北海道（函館→札幌） | FMいるか・FMアップル                                     | [ 54 ] [ 55 ] [ 56 ]             |
| 2017年9月24日  | 福島県・茨城県      | FMいわき・FMひたち                                       | [ 57 ] [ 58 ]                    |
| 2019年10月19日 | 愛知県              | FMやしの実・FMおかざき・RADIO SANQ                       | FMやしの実訪問には汐路も参加     |
| 2024年10月13日 | 秋田県              | 鹿角きりたんぽFM・ラジオおおだて・FMはなび・FMゆーとぴあ | 番組名変更後初の放送局訪問オフ会 |

放送局を訪問しないで、田川とリスナーだけで開催されたオフ会には、以下のようなものがあった。
- 映画（演劇シネマ『流れる雲よ』）鑑賞オフ会（2011年8月5日、東京・渋谷。当時当番組のパーソナリティだった山川も参加した）[69][70]
- 「あの花」聖地巡礼オフ会（2012年2月18日、埼玉・秩父）[71][72]
- 痛凧あげオフ会（2012年10月27日、茨城・阿字ヶ浦。オフ会終了後にネット局のFMぱるるんとそのスタジオで生放送中の山川を電撃訪問した）[73][74]
- 痛凧あげオフ会（2013年5月5日、埼玉・春日部）[75]
- 痛凧あげオフ会（2014年1月18日、茨城・取手）[76]
- 痛凧あげオフ会（2014年10月26日、茨城・大洗）[77]
- 痛凧あげオフ会（2015年5月5日、埼玉・春日部）[78]
- 痛凧あげオフ会（2015年11月8日、茨城・大洗）[79]
- 痛凧あげオフ会（2016年5月5日、埼玉・春日部）[80][81]
- ひなまつりオフ会（2024年3月3日、東京・秋葉原。汐路もリモートで参加。このオフ会の席上で、3月15日に誕生日を迎える汐路へのサプライズセレモニーも行われた）[82][83][84]
- 花火オフ会（2024年8月17日、東京・浅草）[85][86]
- パワモニオフ会2025（2025年3月30日、埼玉・川口。昨年同月に開催されたオフ会同様に、3月15日に誕生日を迎えた汐路へのセレモニーも席上で挙行された）[87][88]
- 花火オフ会（2025年8月10日、東京・浅草）[89][90]

## プレゼント企画
当番組が放送開始された直後の2020年10月4日、「パワモニスタート企画」として、番組公式のTwitter（現X）アカウント（＠PAWAMONI）のフォロワー数が1000件を超えたら、これを記念する「写真」（画像形式のファイル）を、希望者全員にプレゼントすることがこの公式アカウントで告知された。
この企画への「おまけダメ押し企画」として、フォロワー数が1000件を超えたら上記の写真に加えて、「田川と汐路が東京ベイ舞浜のポカリスエットプールに行ったときの写真」も「一年間の期間限定」で追加でプレゼントすることが、2022年8月14日に同じアカウントを通じて告知された。
公式アカウントのフォロワー数が1000件に達したのは2023年9月10日。このプレゼント企画への応募方法が公式アカウントにより公表されたのは同年10月1日であった。「おまけダメ押し企画」分の写真を追加プレゼントする期限については、この日からほぼ1年後にあたる2024年9月30日付の応募までと定められた。
上記のほかにも、出演者の写真をあしらった画像形式のファイルを応募者全員に送信する形でのプレゼント企画としては、「年賀状メール」の募集ががあり、旧番組時代の2014年頃から毎年続いている。2020年5月には、当時のコロナ禍に直面していたリスナーを応援する目的で、「パワモニ☆がんばろうメール」のプレゼントが特別に企画された。

## グラフィックレコーディング
2023年10月29日から2024年4月28日の各放送回について、一人のリスナーが各回の放送内容を毎週、グラッフィックレコーディング（グラレコ）の手法で1枚のイラストにまとめたものをX（旧Twitter）上に投稿していた。毎回の放送内容をまとめたイラストが毎週欠かさず投稿されていることや、そのイラストの内容が出演者やリスナーのあいだで話題になり、2023年11月19日の放送でも紹介された。

## イメージソング
2024年7月14日の放送で、当番組のイメージソングが紹介された。当番組の常連リスナーでもあるミュージシャンの吉田どんこがボーカロイドを使って自主制作したもので、当日の放送だけではなく吉田の公式YouTubeチャンネルにも同年7月末までの期間限定で公開された。このイメージソングはその後当番組のオープニングテーマ曲として起用され、2024年10月14日の放送回からはタイトルコール直後のタイミングでこの楽曲が流れる構成になっている。